# Marié Digby
Marié Digby (New York, 16 aprile 1983) è una cantante e musicista statunitense.

## Biografia
Naomi Marié (Christina) Digby, di madre giapponese e padre irlandese-americano, è la maggiore di tre sorelle, Naomi (nata il 12 dicembre 1985) e Erina (nata l'8 agosto 1987). Ha iniziato a scrivere canzoni quando frequentava le superiori a Los Angeles e, dopo il diploma, ha trascorso un anno alla Berkeley University (California), prima di lasciare il college per concentrarsi sulla musica a tempo pieno.
È riuscita a mettersi sotto i riflettori vincendo la competizione musicale "Pantene Pro-Voice" con la canzone autobiografica Miss Invisible. Dopo essersi esibita in numerosi night club, ha firmato un contratto pubblicitario con la Rondor Music, una filiale della Universal Music Group agli inizi del 2005. Alla fine del 2006, ha firmato un altro contratto con la Hollywood Records e ha terminato il suo primo album di canzoni originali: Unfold. Sempre nel 2006 la sua canzone Fool è stata inclusa nella compilation della Disney Girl Next.
Nel 2007 ha acquisito grande popolarità su YouTube realizzando una cover della canzone Umbrella di Rihanna; dopo la pubblicazione in rete del suo video amatoriale, la canzone è stata trasmessa sulla radio americana STAR 98.7, ed è stata utilizzata tra le colonne sonore dell'episodio pilota della terza stagione del telefilm The Hills, in onda su MTV. La sua versione di Umbrella ha raggiunto la posizione #10 della "Bubbling Under Hot 100 Singles chart" americana. Marié ha suonato e cantato tale canzone durante il talk show in prima serata "Last Call with Carson Daly", sempre in America, il 2 agosto 2007.
Il suo primo singolo ufficiale, Say It Again, è stato trasmesso per la prima volta nelle radio americane il 18 gennaio 2008. Il suo album di debutto, Unfold, è uscito l'8 aprile dello stesso anno.
Nel 2009 è uscito il suo secondo singolo Feel.
Nel marzo 2009 ha pubblicato una raccolta di cover in Giappone dal titolo Second Home.
Nel giugno dello stesso anno in Giappone e tra luglio 2009 e gennaio 2010 nel resto del mondo è uscito il suo secondo album internazionale dal titolo Breathing Underwater.
Nel 2011 ha registrato un disco per il mercato delle Filippine: si tratta di Your Love, a cui partecipano anche Sam Milby e Jericho Rosales. Nel 2012 affronta un tour in Asia.
Nell'ottobre 2013 ha pubblicato il suo primo album pubblicato in maniera indipendente: si tratta di Winter Fields.

## Discografia

### Album studio
- 2008 - Unfold
- 2009 - Second Home (in Giappone)
- 2009 - Breathing Underwater
- 2011 - Your Love (nelle Filippine)
- 2013 - Winter Fields

### EP
- 2007 - Start Here
- 2014 - Chimera